# Dag Lerner
Dag Lerner (Mörfelden-Walldorf, 2 september 1960), is een Duitse dj en producer en muzikant die in vooral op het gebied van trance en actief is. Hij is als dj actief als DJ Dag. Hij werd het meest bekend als deel van het project Dance 2 Trance, dat de hit The Power of American Natives (1993) maakte. Hij staat bekend om zijn interesse in de geschiedenis van de Indianen en verwekt deze thema's in zijn muziek. 

## Biografie
Dag Lerner wordt actief in de clubscene van Frankfurt am Main in de jaren tachtig. Hij begint in een kleine club op de rustige maandagavonden, zodat de vaste dj een avond vrijaf kan nemen. Maar al snel weet hij een fanbase te vergaren en wordt de maandagavond druk. Vanaf 1988 heeft hij een vaste plek in de club Dorian Gray. In 1990 ontmoet hij studiomuzikant Jam El Mar. De twee worden samengebracht voor een project in opdracht. Dit wordt echter afgeblazen.  De twee kunnen het echter goed met elkaar vinden en besluiten dan samen iets te produceren om zelf uit te brengen. Ze richten samen het project Dance 2 Trance op. Daarmee maken ze twee albums en weten ze een grote hit te maken met The Power of American Natives (1993) , waarbij Linda Rocco als zangeres optreedt. Het Indianen-thema komt voort uit een grote interesse van Lerner in het lot van de indianen. Het thema werd al eerder gebruikt in hun eerdere tracks onder de naam Peyote. In 1994 geeft hij ook benefietoptredens waarmee hij geld ophaalt om een indianenstam in South Dakota een stuk land te kunnen geven. In de tussentijd heeft hij met Steffen Britzke de tranceplaat Sun Down van The Volunteers gemaakt. In 1995 valt Dance 2 Trance uiteen na muzikale meningsverschillen. 
Lerner gaat daarna door met andere projecten. Hij is sinds 1993 ook vaste dj in club Omen, van Sven Väth en Michael Münzing. Met Hans Jörg Nonn richt hij het project Crazy Malamute op, waarmee hij twee albums produceert. In 2000 werkt hij samen met Pete Namlook en produceren ze het album Adlernebel waarop trance en ambient hand in hand gaan. In 2001 maakt hij met Da Hool de voetbalgimmick Treu Bis In Den Tod als Ground Warriors.Vanaf 1997 woont Lerner een tijd met zijn gezin in San Francisco en vanaf 2000 woont hij een tijd op Ibiza. Na een scheiding keert hij terug naar Duitsland.
Daarna blijft hij singles uitbrengen, veelal in samenwerking met de producer Matthew Kramer. Markante samenwerkingen zijn er met Dr. Motte (Sunfighter, 2010), DJ Quicksilver (Zulu, 2018) en York (Across The Land, 2020). In 2018 werkt hij ook weer samen met Linda Rocco op een cover van Running up that hill van Kate Bush.
Lerner speelt vanaf 2014 enkele malen als figurant in de serie Tatort.

## Discografie
- Dance 2 Trance - Moon Spirits (1992)
- Dance 2 Trance - Revival (1994)
- Crazy Malamute - The First Chapter (1997)
- Crazy Malamute - El Niño (1998)
- Adlernebel - Adlernebel (2000)

- Biblioteca Nacional de España: XX1082043
- Gemeinsame Normdatei: 134919866
- International Standard Name Identifier: 0000 0000 5719 0483
- MusicBrainz: c143d7d6-5546-4ac2-b087-08a5f1b88f97
- Virtual International Authority File: 79856087
- WorldCat: E39PBJwmTjyjgTtyf6CwWjrTHC